# Meteorus alborossicus
Meteorus alborossicus är en stekelart som beskrevs av Lobodenko 2000. Meteorus alborossicus ingår i släktet Meteorus och familjen bracksteklar. Inga underarter finns listade i Catalogue of Life.